# Дичня (Курська область)
Дичня (рос. Дичня) — село в Курчатовському районі Курської області Російської Федерації.
Населення становить 2370 осіб. Входить до складу муніципального утворення Дичнянська сільрада.

## Історія
Населений пункт розташований на території українського етнічного та культурного краю Східна Слобожанщина.
Від 2004 року входить до складу муніципального утворення Дичнянська сільрада.

## Населення
| 2002 | 2010  |
| ---- | ----- |
| 2250 | ↗2370 |